# 錫達谷 (印第安納州)
錫達坎寧斯（英語：Cedar Canyons）是位於美國印地安納州艾倫縣的一個非建制地區。該地的面積和人口皆未知。

## 地理
錫達坎寧斯的座標為41°13′58″N 85°05′21″W / 41.23278°N 85.08917°W，而該地的平均海拔高度為257米（即843英尺）。